# 資訊服務加值化
圖書館界對於資訊價值的關心與評估早在1970年代就已開始，價值的概念因為圖書館長久都扮演著知識庫的角色而為傳統圖書館學的基礎，圖書館為了協助讀者（使用者）搜尋到適切的資料，而必須針對其館藏作組織與整理，而為了發揮資訊組織與整理的最大效用，圖書館界已發展出多種的組織工具，如：ACCR、DDC、LCC、LCSH、MARC、中國編目規則、中文主題詞表……，圖書館不斷的持續進行分類、編目與主題分析、建立資料庫，即是為了服務更多的讀者（使用者），使其不用到圖書館也可以上網進行圖書館館藏資料的檢索，這就是圖書館資訊服務的加值化。
資訊服務加值化成功的主要關鍵在於：
1. 重視使用者的需求：由系統導向轉移至使用者導向或是取得兩者平衡中線的研究與服務。
2. 資訊服務需具有加值特色：如資料的精確性、正確性、可信度、新穎、完整、容易檢索與使用。

## 參照
- 加值服務（Value-added service，VAS）